# Љутеж
Љутеж је насеље у Србији у општини Владичин Хан у Пчињском округу. Према попису из 2022. било је 58 становника (према попису из 2011. било је 140 становника).Насеље је везано за десну падину долине реке Мутнице чија је средња висина око 900 метара. Падина се пружа у правцу североисток-југозапад и окренута је према југоистоку. Исти правац пружања има и ово село у дужини око 3 километра. Околна насеља су: Сушевље, Гариње, Мањак и др.

## Земље и шуме
Називи потеса у атару су: Причје, Лозишки Чукар, Јабучински Чукар, Ратковац, Ливаде, Бојичина Долина, Крилата Орница, Тршевинска Долина, Лезиште, Пажар, Доброва Падина, Шиљи Камен, Големи Грот, Растоке, Градешки Чукар, Џепска Долина, Влајиница, Јаворовица, Милчин Рид, Догановица, Банков Чукар, Острило, Раскрсје, Јанковица, Копривна Падина, Селиште, Ивкове Ливаде, Петкова Чука и Буковица.

## Тип села
Љутеж је село разбијеног типа. Подељен је на махале: Буковица, Причје, Дрење, Бујински Чукар, Мала Падина, Голема Падина, Дојкина Чука, Мачуриште и Реповица. Те су међусобно махале оштро подељене. У Љутежу је 1961. године било 78 домова.

## Старине и прошлост села
На атару Љутежа постоје различите старине и карактеристични топографски називи. Они указују да је овде било становника у раније доба.
Место Градишку Чукар лежи покрај реке Мутнице близу махале Падина. На површини земље нема остатака прошлости. По имену и положају Чукара изгледа да је на њему некада била мања тврђава.
У јужном делу села, на потесу Влајница, у буковој шуми налазе се стари гробови са плочама, али без крстова. У народу се верује да су тамо сахрањивани становници звани Џидови, који су некада живели на овим просторима. На истом потесу један локалитет носи име Стрељин Гроб.
У сливу Мутница и Гаравнице, од којих постаје Џепска Река, за време Турака, била је развијена експлоатација гвоздене руде. Тада је на атару Љутежа постојао је један самоков близу Мутнице. Руда се вадила на потесу Селиште. Једна ковачница налазила се у махали Дрење. Рад у самокову је престао чим су Турци отерани, 1878. године.

## Постанак села
Када је основано ово село – не зна се. По причању, у Љутежу су најпре постојале само две куће, Миљкова и Анђелкова, од који потичу данашњи највећи сеоски родови – Миљковци и Анђелковци. Једни од њих кажу „туј су били од пандивек“. Други веле да су и они однекуд досељени.
На дан већих верских празника старији мештани посећују цркву у варошици Предејану.
Сеоска слава је дан Св. Јована – 21. маја. Тада мештани са гостима посећују сабор код крста у махали Мачуриште.
Село има једно гробље у махали Вујински Чукар.

## Демографија
У насељу Љутеж живи 245 пунолетних становника, а просечна старост становништва износи 46,0 година (43,0 код мушкараца и 49,3 код жена). У насељу има 88 домаћинстава, а просечан број чланова по домаћинству је 3,19.
Ово насеље је великим делом насељено Србима (према попису из 2002. године), а у последња три пописа, примећен је пад у броју становника.
|  |

| Демографија | Демографија | Демографија |
| Година      | Становника  | Становника  |
| ----------- | ----------- | ----------- |
| 1948.       | 480         |             |
| 1953.       | 480         |             |
| 1961.       | 498         |             |
| 1971.       | 507         |             |
| 1981.       | 458         |             |
| 1991.       | 398         | 398         |
| 2002.       | 281         | 281         |
| 2011.       | 140         |             |
| 2022.       | 58          |             |

| Етнички састав према попису из 2002.‍ | Етнички састав према попису из 2002.‍ | Етнички састав према попису из 2002.‍ | Етнички састав према попису из 2002.‍ | Етнички састав према попису из 2002.‍ |
| ------------------------------------ | ------------------------------------ | ------------------------------------ | ------------------------------------ | ------------------------------------ |
|                                      |                                      |                                      |                                      |                                      |
| Срби                                 | Срби                                 |                                      | 254                                  | 90,39%                               |
| непознато                            | непознато                            |                                      | 0                                    | 0,0%                                 |

| Година пописа     | 1948. | 1953. | 1961. | 1971. | 1981. | 1991. | 2002. |
| ----------------- | ----- | ----- | ----- | ----- | ----- | ----- | ----- |
| Број домаћинстава | 66    | 67    | 81    | 96    | 101   | 97    | 88    |

| Број чланова      | 1 | 2  | 3  | 4  | 5  | 6 | 7 | 8 | 9 | 10 и више | Просек |
| ----------------- | - | -- | -- | -- | -- | - | - | - | - | --------- | ------ |
| Број домаћинстава | 8 | 34 | 14 | 10 | 11 | 9 | 2 | 0 | 0 | 0         | 3,19   |

| Пол    | Укупно | Неожењен/Неудата | Ожењен/Удата | Удовац/Удовица | Разведен/Разведена | Непознато |
| ------ | ------ | ---------------- | ------------ | -------------- | ------------------ | --------- |
| Мушки  | 128    | 34               | 87           | 6              | 1                  | 0         |
| Женски | 123    | 15               | 86           | 21             | 0                  | 1         |
| УКУПНО | 251    | 49               | 173          | 27             | 1                  | 1         |

| Пол    | Укупно                    | Пољопривреда, лов и шумарство | Рибарство                            | Вађење руде и камена | Прерађивачка индустрија       |
| ------ | ------------------------- | ----------------------------- | ------------------------------------ | -------------------- | ----------------------------- |
| Мушки  | 56                        | 11                            | 0                                    | 0                    | 1                             |
| Женски | 12                        | 6                             | 0                                    | 0                    | 2                             |
| УКУПНО | 68                        | 17                            | 0                                    | 0                    | 3                             |
| Пол    | Производња и снабдевање   | Грађевинарство                | Трговина                             | Хотели и ресторани   | Саобраћај, складиштење и везе |
| Мушки  | 0                         | 35                            | 1                                    | 2                    | 0                             |
| Женски | 0                         | 0                             | 1                                    | 1                    | 0                             |
| УКУПНО | 0                         | 35                            | 2                                    | 3                    | 0                             |
| Пол    | Финансијско посредовање   | Некретнине                    | Државна управа и одбрана             | Образовање           | Здравствени и социјални рад   |
| Мушки  | 0                         | 0                             | 2                                    | 1                    | 0                             |
| Женски | 0                         | 0                             | 1                                    | 0                    | 0                             |
| УКУПНО | 0                         | 0                             | 3                                    | 1                    | 0                             |
| Пол    | Остале услужне активности | Приватна домаћинства          | Екстериторијалне организације и тела | Непознато            | Непознато                     |
| Мушки  | 0                         | 0                             | 0                                    | 3                    | 3                             |
| Женски | 1                         | 0                             | 0                                    | 0                    | 0                             |
| УКУПНО | 1                         | 0                             | 0                                    | 3                    | 3                             |